# سون لی (بازیکن سافت‌بال)
سون لی (انگلیسی: Sun Li؛ زادهٔ ۶ ژانویهٔ ۱۹۸۱) بازیکن سافت‌بال زن اهل چین بود. در بازی‌های المپیک تابستانی ۲۰۰۴ شرکت کرده‌است.